# Pellobunus mexicanus
Pellobunus mexicanus – gatunek kosarza z podrzędu Laniatores i rodziny Samoidae.

## Występowanie
Gatunek wykazany z Meksyku.